# Adolf W. Edelsvärd
Adolf Wilhelm Edelsvärd (født 28. juni 1824 i Östersund, død 15. oktober 1919 i Stockholm) var en svensk arkitekt og officer (major) samt ingeniør; søn af Wilhelm Edelsvärd.

## Biografi
Adolf Wilhelm Edelswärd var søn af Fredrik Wilhelm Edelsvärd, som var soldat, ingeniør og desuden interesseret i udvikling af landbruget. Adolf Wilhelm gik samme vej som sin far og blev 1844 antaget som underløjtnant ved Dalregementet, men blev året efter overført til ingeniørkorpset og tjenstgjorde siden i flere år ved fortifikationsarbejdet på rigets fæstninger. Han studerede også civil arkitektur, såvel som i hjemlandet som på kontinentet og i England.

## Ved Kungliga Järnvägsstyrelsen
Adolf W. Edelsvärd blev i 1855 ansat som SJs chefarkitekt - året før de første banestrækninger åbnede. I hans 40 år i ledelsen for Statens Järnvägars arkitektkontor opførtes ikke mindre end 5725 bygninger ved de af staten byggede hovedlinjer, hvoraf 297 stationsbygninger.  Edelsvärd lagde stor vægt på stationsbygningens stil og funktion – alt fra de store centralstationer i Stockholm, Gøteborg og Malmø til linjestationernes små stationshuse, som ofte udførtes efter standardmodeller:
- Boxholmsmodellen
- Byskemodellen
- Gnestamodellen
- Habomodellen
- Hällnäsmodellen
- Jonseredsmodellen
- Katrineholmsmodellen
- Partilledsmodellen
- Sparreholmsmodellen
- Vännäsmodellen

Når stationens placering var fastlagt, var det Edelsvärds opgave at placere og udforme de forskellige bygninger, der hørte til stationen. Han stillede sig dog ikke tilfreds med blot at udforme bygningerne, men mente at de burde ses i en større sammenhæng og han havde derfor også tanker og ideer om byplanlægningen i forbindelse med bygningen af det svenske jernbanenet. Han angav et par punkter som han mente burde følges ved planlægningen af byer og forstæder. Byen skulle bl.a. have torv, åbne pladser og beplantning, endvidere skulle den deles i to af parallelle hovedgader (se Katrineholm) adskilt af en park med alléer. Der skulle afsættes velbeliggende grundstykker til offentlige bygninger. Med "velbeliggende" mente Edelsvärd her at de burde placeres i byens centralakse, hvis poler skulle udgøres af stationen og kirken. Her skulle stationsbygningen få en "monumental tyngde" da den dannede baggrund i et centralt byparti. I dag kan man se spor af hans tanker og ideer i byer som Nässjö hvor stationsbygningen var stedets første offentlige bygning og kom til at udgøre udgangspunkt i byplanen og hvor en esplanade leder fra stationsbygningen til Stortorget og i Hässleholm hvor stationsbygningen og kirken ligger i hver sin ende af byens hovedgade.
Mange af Edelsvärds stationsbygninger findes endnu, især ved de større stationer: Stockholm C, Göteborg C, Malmö C, Norrköping C, Uppsala C, Linköping C og Örebro C, men af de mindre – hvor togene ikke længere standser – er adskillige nu borte.
Ved siden af sin aktivitet som jernbanearkitekt tegnede Edelsvärd også andre bygninger, herunder et antal kirker. I Uddevalla opførtes Kampenhofs bomuldsspinderi i 1850'erne, nedrevet 1982. Thorburnska huset ved Kungstorget i samme by findes endnu. Til Stockholmsutställningen 1866 tegnede han udstilliingshallen i Kungsträdgården. Edelsvärd er begravet på kirkegården i Solna.

## Udmærkelser
- Ridder af Nordstjerneordenen
- Ridder af Sankt Olavs Orden

### Webkilder
- Edelsvärd, Adolf (Webside ikke længere tilgængelig)
- Biografi i Nordisk familjebok (2. udgave, 1907) i Nordisk familjebok (andre upplagan, 1907)
- Biografi i Herman Hofberg, Svenskt biografiskt handlexikon (2:a upplagan, 1906) i Herman Hofberg, Svensk biografiskt handlexikon (andre upplagan, 1906)